# 大利根橋
大利根橋（おおとねばし）は、国道6号（水戸街道）の利根川に架かる橋である。千葉県我孫子市青山と茨城県取手市新町を結ぶ。

## 概要
国土交通省関東地方整備局常陸河川国道事務所管理の橋梁である。現在の橋は2代目である。
全長は1209mで、利根川に架かる道路橋では最も長い。施工は石川島播磨重工業（現・IHI）、佐世保重工業、横河橋梁製作所（現・横河ブリッジホールディングス）。

## 歴史
初代の橋は1928年（昭和3年）9月3日から約2年の歳月をかけ1930年（昭和5年）9月21日に完成した、全長984m、幅員7.5mの鋼トラス橋であった。その後高度経済成長期を迎え交通量が急増したことから1974年（昭和49年）、新橋（現在の橋）に架け替えられた。交通量はその後も増加の一途を辿り、当橋周辺では慢性的な渋滞が続いたため、1980年（昭和55年）上流部に新大利根橋が建設された。
初代の橋には橋の真ん中に取手競輪場と麒麟麦酒取手工場と日清食品藤代工場の広告看板があった。

## 隣の橋
- 利根川

（上流） - 利根川橋梁(TX) - 新大利根橋 - 大利根橋 - 利根川橋梁 (常磐線) - 栄橋 - （下流）